# Magical Tree
Magical Tree (マジカル ツリー Majikaru tsurī ?, lit. "Arbol Magico") es un videojuego de Plataforma para la computadora japonesa MSX. Fue Desarrollado y Publicado por Konami y lanzada en 1984.
- Datos: Q2202691